# La grande bellezza
Pour plus de détails, voir Fiche technique et Distribution.
La grande bellezza, titré  La Grande Beauté au Québec, est un drame italien coécrit et réalisé par Paolo Sorrentino, sortie en 2013.
Le film met en scène Jep Gambardella, incarné par Toni Servillo, un critique d'art désabusé qui s'adonne aux mondanités une fois la nuit venue. Nombreux sont ceux qui côtoient celui qui se voyait déjà « roi des mondains » dans sa jeunesse ; il est le confident d'un microcosme familier des soirées festives, de la chirurgie esthétique et de l'art contemporain. Jep traverse les années et s'emplit de nostalgie, sans doute la source d'inspiration de son prochain ouvrage.
La ville de Rome est le décor principal du film. Ce dernier est une balade dans laquelle on découvre les fontaines, places et palais les plus somptueux qu'abrite la capitale italienne. Le film est d'ailleurs un hommage appuyé au cinéma de Fellini. Jep Gambardella, le personnage principal, occupe d'ailleurs un appartement dont la large terrasse domine le Colisée.
En 2013, le film est présenté en compétition au Festival de Cannes et en 2014 à la cérémonie des César où il n'obtient finalement aucune distinction. Le film est primé en 2014 aux Oscars où il reçoit l'Oscar du meilleur film en langue étrangère.

## Synopsis
Jep Gambardella est un écrivain qui a déjà beaucoup vécu, à la séduction indéniable. Il parcourt les évènements mondains d'une Rome à la beauté saisissante. Auteur d'un seul ouvrage, L'apparato umano (« l'appareil humain »), Jep vit comme journaliste et critique de théâtre. Bien que son unique œuvre ait été très appréciée, il n'a plus écrit de livre depuis quarante ans, par paresse ou par goût des mondanités.
La grande bellezza raconte la recherche de sens de Jep, entre balades dans Rome, fêtes, amour, sexe, esthétisme, souvenirs, mort et religion.

## Fiche technique
- Titre original et français : La grande bellezza
- Titre québécois : La Grande Beauté[4]
- Titre anglophone : The Great Beauty
- Réalisation : Paolo Sorrentino
- Scénario : Paolo Sorrentino et Umberto Contarello (it)
- Direction artistique : Stefania Cella (it)
- Décors : Stefania Cella (it)
- Costumes : Daniela Ciancio
- Montage : Cristiano Travaglioli
- Musique : Lele Marchitelli (en)
- Photographie : Luca Bigazzi
- Son : Emanuele Cecere
- Production : Francesca Cima (pl) et Nicola Giuliano (it)
- Sociétés de production : Babe Film, Indigo Film, Medusa Film et Pathé
- Sociétés de distribution :  Pathé
- Pays d’origine :  Italie/ France
- Budget : 8 325 000 euros[5]
- Langue : italien
- Durée : 142 minutes
- Format : couleur - 2.35:1
- Genre : drame
- Dates de sortie : 
  -  Italie : 21 mai 2013
  -  France : 21 mai 2013 au Festival de Cannes 2013 et 22 mai 2013 au cinéma

## Distribution
- Toni Servillo (VF : Gabriel Le Doze) : Jep Gambardella
- Sabrina Ferilli (VFB : Myriem Akheddiou) : Ramona
- Carlo Verdone (VFB : Patrick Waleffe) : Romano
- Giorgio Pasotti (VFB : David Manet) : Stefano
- Isabella Ferrari (VFB : Stéphane Excoffier) : Orietta
- Giovanna Vignola (VFB : Francine Laffineuse) : Dadina
- Serena Grandi : Lorena
- Luca Marinelli (VFB : Nicolas Matthys) : Andrea
- Massimo Popolizio (VFB : Philippe Résimont) : Alfio Bracco
- Carlo Buccirosso (VFB : Peppino Capotondi) : Lello Cava
- Iaia Forte (VFB : Rosalia Cuevas) : Trumeau
- Pamela Villoresi (VFB : Myriam Thyrion) : Viola
- Galatea Ranzi (VFB : Colette Sodoyez) : Stefania
- Roberto Herlitzka (VFB : François Mairet) : le cardinal Bellucci
- Giusi Merli (VFB : Carine Seront) : Sœur Maria
- Anita Kravos (VFB : Bernadette Mouzon) : Talia
- Franco Graziosi (VFB : Michel Gervais) : le comte Colonna
- Fanny Ardant : elle-même (caméo, non créditée)
- Antonello Venditti : lui-même (caméo, non crédité)

## Réalisation

### Lieux de tournage
La ville de Rome et ses monuments sont les principaux décors des scènes de La grande bellezza.
La beauté et la richesse du patrimoine historique de la ville sont un des thèmes mis en avant dans le film. Cette beauté peut s'avérer être foudroyante puisqu'elle semble être la cause de l'arrêt cardiaque d'un touriste japonais lors de la première scène :
- Les toits et les terrasses de la ville offrent une vue panoramique sur la ville ;
- Les places et les rues désertes dans la nuit ;
- Les somptueux palais éclairés au chandelier ;
- Le Colisée : La large terrasse de Jep Gambardella offre une vue directe sur le Colisée.
- Ile de Giglio, sur le site de l'épave du Costa Concordia

Lieux de tournage
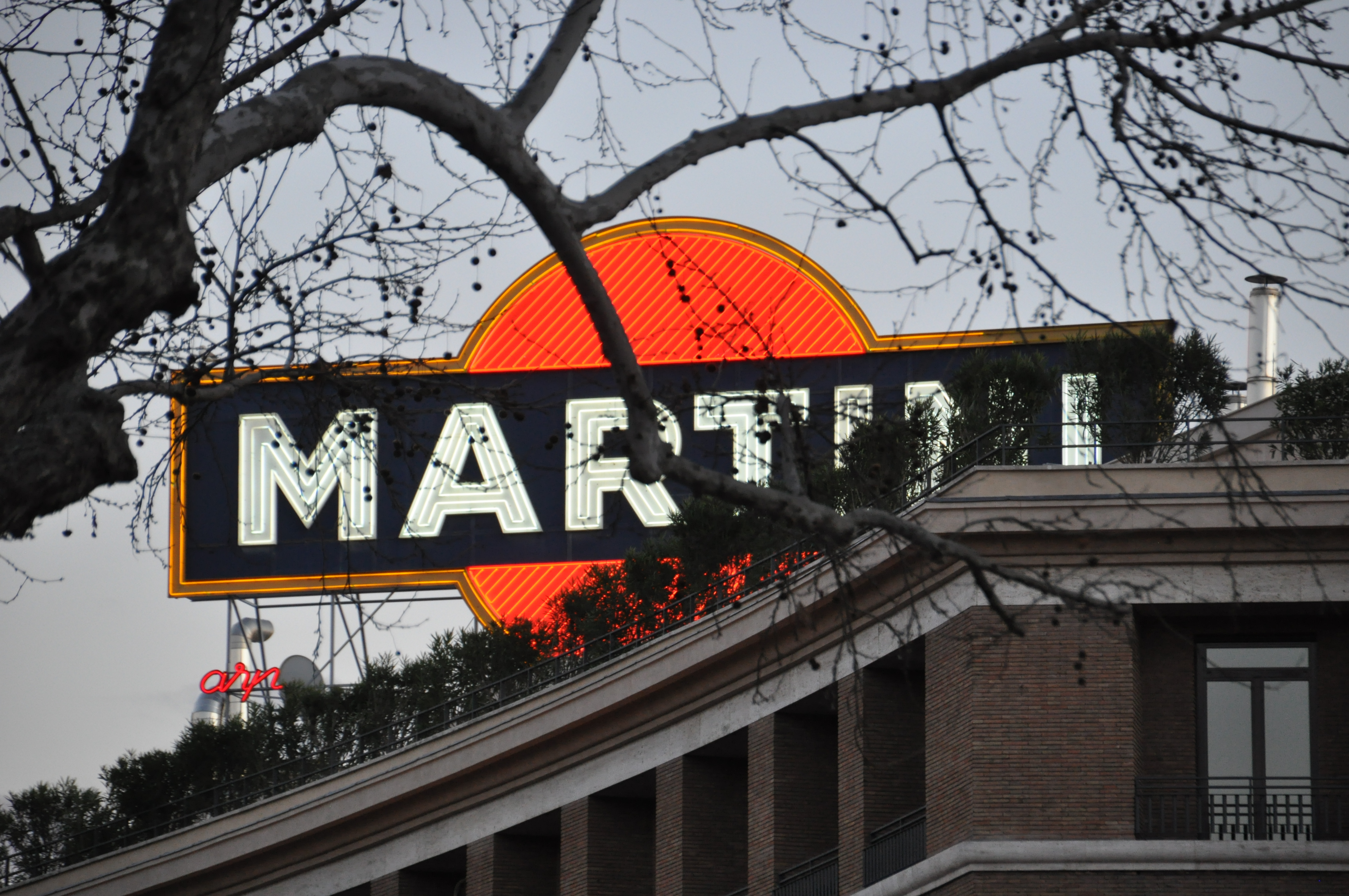
L'enseigne néon Martini de la via Veneto apparaît lors de la soirée du 65e anniversaire de Jep Gambardella.
Le Colisée, panorama de la terrasse de Jep Gambardella
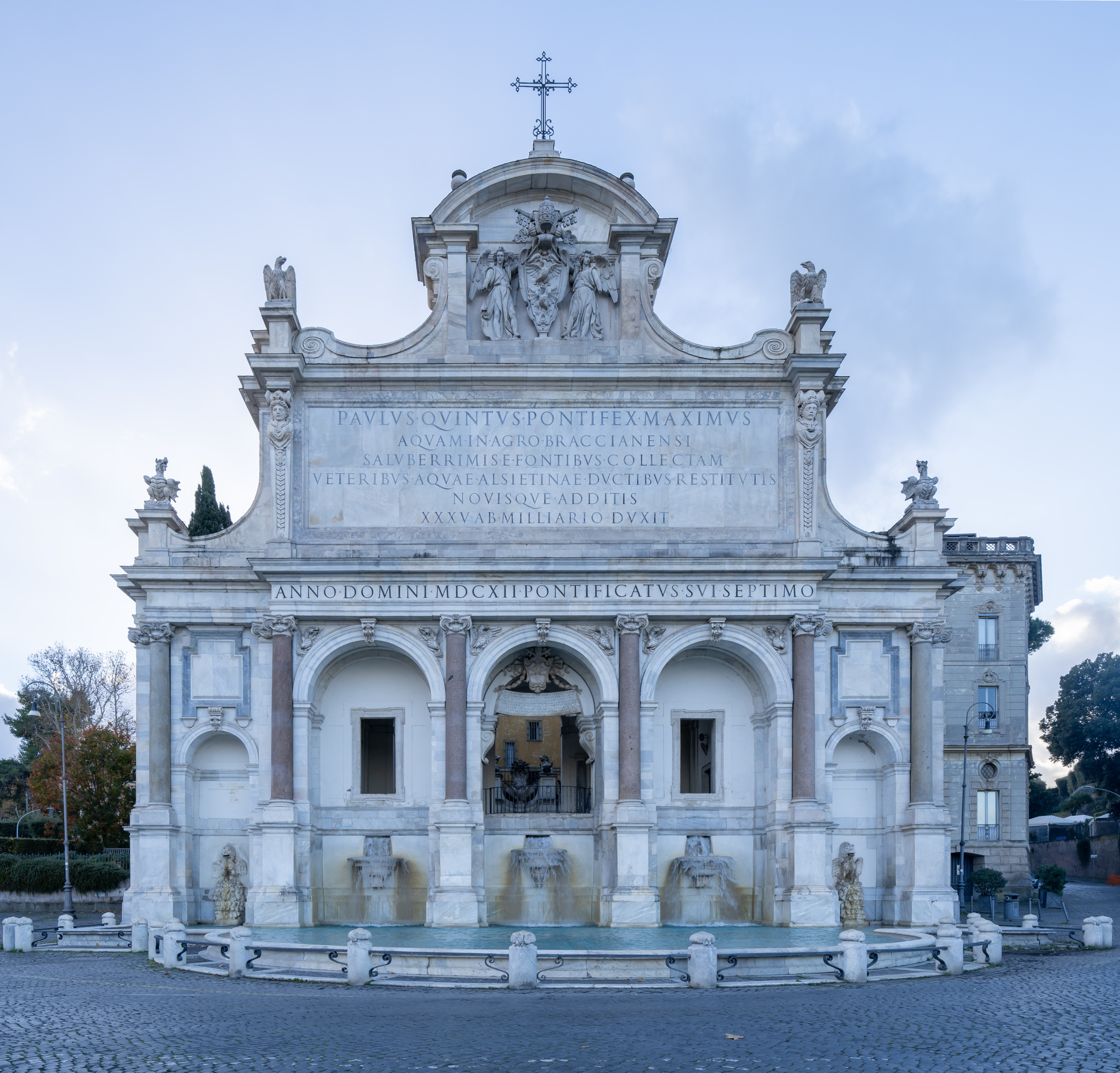
La Fontana dell'Acqua Paola est le décor de la première scène du film où prend place un chœur sous l'arche centrale.

### Esthétique

#### Citation d'ouverture
Le film s'ouvre sur une citation de Louis-Ferdinand Céline extraite de Voyage au bout de la nuit. La citation est liée à l'image d'une boussole qui apparaît au début du film.

« Voyager, c’est bien utile, ça fait travailler l’imagination. Tout le reste n’est que déception et fatigues. Notre voyage à nous est entièrement imaginaire. Voilà sa force. [...] »

— Louis-Ferdinand Céline - Voyage au bout de la nuit
Le réalisateur du film, Paolo Sorrentino, explique que « [cette citation] revient à dire : il y a la réalité, mais tout est inventé aussi. L'invention est nécessaire au cinéma, justement pour atteindre la vérité ». Ce film ne doit donc pas être considéré comme la stricte représentation d'une frange de la société, le cinéaste se réservant le droit de laisser libre cours à son imagination.

### Musique

#### Bande originale
Le film comporte une musique originale de Lele Marchitelli (en).

#### Musiques additionnelles
Par ailleurs, il fait usage de musique minimaliste, avec My Heart's in the Highlands d'Arvo Pärt, The Beatitudes  de Vladimir Martynov, I lie de David Lang ou la Symphonie nº 3 de Henryk Górecki. D'autres compositeurs contemporains sont aussi mis à contribution : on trouve ainsi le Dies Irae tiré de Requiem for my friend de Zbigniew Preisner, habituellement considéré comme un compositeur de musiques de films, ou The Lamb de John Tavener, compositeur de musique sacrée.
La musique de boîte de nuit est très présente, avec entre autres Far l'amore de Bob Sinclar avec Raffaella Carrà, We No Speak Americano de Yolanda Be Cool et Mueve la colita de El Gato DJ.
- Torino Vocalensemble – I Lie – 5:36 (David Lang)
- Maya Beiser – World to Come IV – 3:54 (David Lang)
- Else Torp (avec Christopher Bowers-Broadbent) – My Heart's in the Highlands – 8:29 (Robert Burns – Arvo Pärt)
- Lele Marchitelli (en) – Time – 1:28
- Kronos Quartet – The Beatitudes – 5:25 (Vladimir Martynov)
- Zbigniew Preisner – Dies Irae – 4:54
- The Choir of the Temple Church – The Lamb – 3:33 (John Tavener)
- Donald Johanos – Sinfonia in do maggiore - II (Andante adagio) – 9:35 (Georges Bizet)
- Lele Marchitelli (en) – River Flowers – 1:56
- Dawn Upshaw – Sinfonia n. 3 - III (Cantabile semplice) – 16:56 (Henryk Górecki)
- Mikk Üleoja – Beata Viscera – 8:15 (Pérotin)
- Bob Sinclar (avec Raffaella Carrà) – Far l'amore (en) – 6:25 (Vittorio Sessa Vitali, Carmelo Carucci (it))
- Decoder Ring (en) – More Than Scarlet – 2:50
- Gui Boratto – Take My Breath Away – 6:48 (Gui Boratto)
- Lele Marchitelli (en) – Brain Waves – 2:03
- Damien Jurado – Everything Trying – 3:26 (Damien Jurado)
- Tape (avec Damien Lindelof) – Parade – 5:39 (Tape)
- Lele Marchitelli (en) – Color My World – 3:06
- Antonello Venditti – Forever – 4:13 (Antonello Venditti)
- Lele Marchitelli (en) – Surge of Excitement – 2:31
- Rachel's – Water from the Same Source – 6:18 (Rachel's)
- Lele Marchitelli (en) – Settembre non comincia – 1:56
- Monica Cetti – Ti ruberò – 2:58 (Bruno Lauzi)
- Lele Marchitelli (en) – Trumeau – 5:16
- La Banda Gorda – Que no se acabe el mambo – 3:44
- Studio Allstars – We No Speak Americano – 4:30 (Yolanda Be Cool)
- Exchpoptrue – Discoteca – 5:25 (Exchpoptrue)
- El Gato DJ – Mueve la colita – 3:54 (F. Attanasio, R. Nanni, L. Confetta)
- Lele Marchitelli (en) – Ramona – 3:01

## Distinctions

### Nominations et sélections
- AFI Fest 2013
- Festival de Cannes 2013 : sélection officielle
- Festival international du film de Toronto 2013 : sélection « Special Presentations »
- Festival international du film de Vancouver 2013
- Prix du cinéma européen 2013 : meilleurs scénaristes pour Paolo Sorrentino et Umberto Contarello
- Festival international du film de Palm Springs 2014
- Critics' Choice Movie Awards 2014 : meilleur film en langue étrangère
- Grand prix de l'Union de la critique de cinéma 2014
- Independent Spirit Awards 2014 : meilleur film étranger
- Satellite Awards 2014 : meilleur film en langue étrangère
- Goyas 2014 : meilleur film européen
- Césars 2014 : meilleur film étranger

### Récompenses
| Année | Cérémonie, récompense ou festival          | Lieu / Pays         | Prix ou sélection                                        | Nommé(e)                             |
| ----- | ------------------------------------------ | ------------------- | -------------------------------------------------------- | ------------------------------------ |
| 2013  | Rubans d'argent 2013                       | Italie              | Meilleur acteur dans un second rôle[réf. nécessaire]     | Carlo Verdone                        |
| 2013  | Rubans d'argent 2013                       | Italie              | Meilleure actrice dans un second rôle[réf. nécessaire]   | Sabrina Ferilli                      |
| 2013  | Rubans d'argent 2013                       | Italie              | Meilleure photographie[réf. nécessaire]                  | Luca Bigazzi                         |
| 2013  | Rubans d'argent 2013                       | Italie              | Meilleur son en prise directe[réf. nécessaire]           | Emanuele Cecere                      |
| 2013  | British Independent Film Awards            | Angleterre          | Meilleur film indépendant international[réf. nécessaire] | La grande bellezza                   |
| 2013  | Boston Society of Film Critics Awards 2013 | États-Unis - Boston | Meilleur film en langue étrangère                        | La grande bellezza                   |
| 2013  | Prix du cinéma européen 2013               | Europe              | Meilleur film européen[réf. nécessaire]                  | La grande bellezza                   |
| 2013  | Prix du cinéma européen 2013               | Europe              | Meilleur réalisateur[réf. nécessaire]                    | Paolo Sorrentino                     |
| 2013  | Prix du cinéma européen 2013               | Europe              | Meilleur acteur[réf. nécessaire]                         | Toni Servillo                        |
| 2013  | Prix du cinéma européen 2013               | Europe              | Meilleur monteur[réf. nécessaire]                        | Cristiano Travaglioni                |
| 2014  | Golden Globes 2014                         | États-Unis          | meilleur film en langue étrangère[réf. nécessaire]       | La grande bellezza                   |
| 2014  | Oscars du cinéma 2014                      | États-Unis          | meilleur film en langue étrangère[réf. nécessaire]       | La grande bellezza                   |
| 2014  | Prix David di Donatello                    | Italie              | Meilleur réalisateur[réf. nécessaire]                    | Paolo Sorrentino                     |
| 2014  | Prix David di Donatello                    | Italie              | Meilleur acteur[réf. nécessaire]                         | Toni Servillo                        |
| 2014  | Prix David di Donatello                    | Italie              | Meilleurs producteurs[réf. nécessaire]                   | Nicola Giuliano et Francesca Cima    |
| 2014  | Prix David di Donatello                    | Italie              | Meilleure photographie[réf. nécessaire]                  | Luca Bigazzi                         |
| 2014  | Prix David di Donatello                    | Italie              | Meilleurs décors[réf. nécessaire]                        | Stefania Cella                       |
| 2014  | Prix David di Donatello                    | Italie              | Meilleurs costumes[réf. nécessaire]                      | Daniela Ciancio                      |
| 2014  | Prix David di Donatello                    | Italie              | Meilleurs maquillages[réf. nécessaire]                   | Maurizio Silvi                       |
| 2014  | Prix David di Donatello                    | Italie              | Meilleurs coiffures[réf. nécessaire]                     | Aldo Signoretti                      |
| 2014  | Prix David di Donatello                    | Italie              | Meilleurs effets spéciaux[réf. nécessaire]               | Rodolfo Miglari et Luca Della Grotta |